# Биртнер, Герберт
Герберт Биртнер (нем. Herbert Birtner; 16 июня 1900, Гамбург — 27 сентября 1942, Воронеж) — немецкий музыковед, экстраординарный профессор университета в Марбурге (с 1938).

## Биография
Герберт Биртнер родился 16 июня 1900 года в Гамбурге; первоначально, после окончания средней школы, он изучал медицину в университетах Гамбурга и Фрайбурга. В зимнем семестре 1920 года он сменил специальность и начал изучать музыковедение, общую историю и историю искусств: первоначально в Гейдельбергском университете, а затем — в Лейпцигском университете. В результате, в 1924 году Биртнер, под руководством Теодора Кройера, получил степень кандидата наук в области музыковедения. С 1928 года он работал ассистентом в Институте музыковедения Лейпцигского университета; в том же, 1928, году в Марбургском университете он защитил диссертацию и стал доктором наук. Десять дет спустя, в 1938 году, Герберт Биртнер стал экстраординарным профессором университета в Марбурге.
11 ноября 1933 года Герберт Биртнер был среди более 900 ученых и преподавателей немецких университетов и вузов, подписавших «Заявление профессоров о поддержке Адольфа Гитлера и национал-социалистического государства». С 1940 по 1942 год, помимо работы в Марбурге, он также работал преподавателем в университете Граца. С 1936 по 1942 год Биртнер также являлся председатель общества «Neue Schütz-Gesellschaft». Его академические исследований была преимущественно сосредоточены на музыке XV—XVII веков. Принимал участие во Второй мировой войне: 27 сентября 1942 года погиб на фронте под Воронежем.

## Работы
- Joachim a Burck als Motettenkomponist. Diss. Leipzig, 1924.
- Studien zur niederländisch-humanistischen Musikanschauung, Hab.schr. Marburg 1938.